# Station Burley Park
Burley Park is een spoorwegstation van National Rail in Burley, Leeds in Engeland. Het station is eigendom van Network Rail en wordt beheerd door Northern Rail. Het station is geopend in 1988.